# František Ignác Weiss

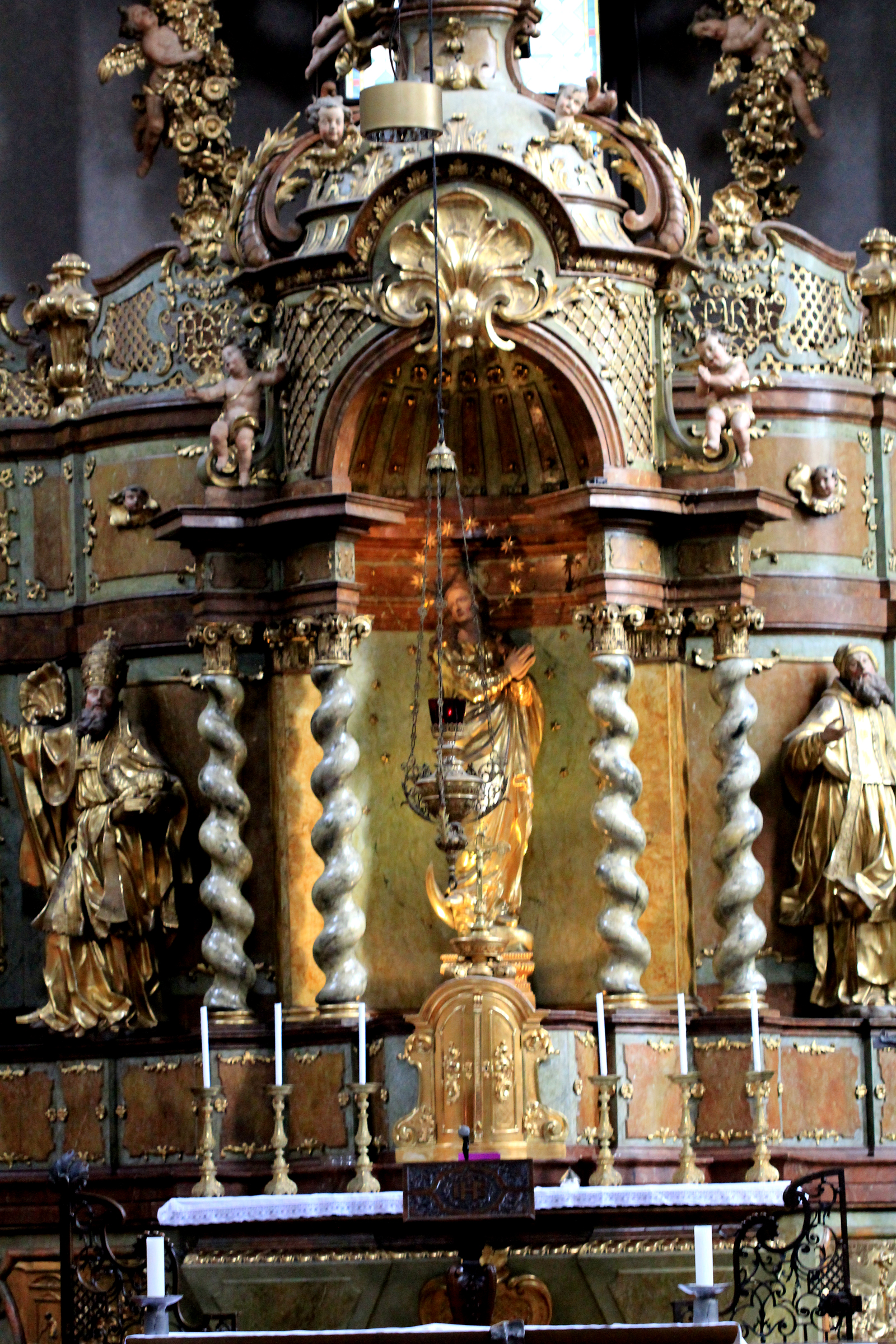
Oltář kostela sv. Jiljí

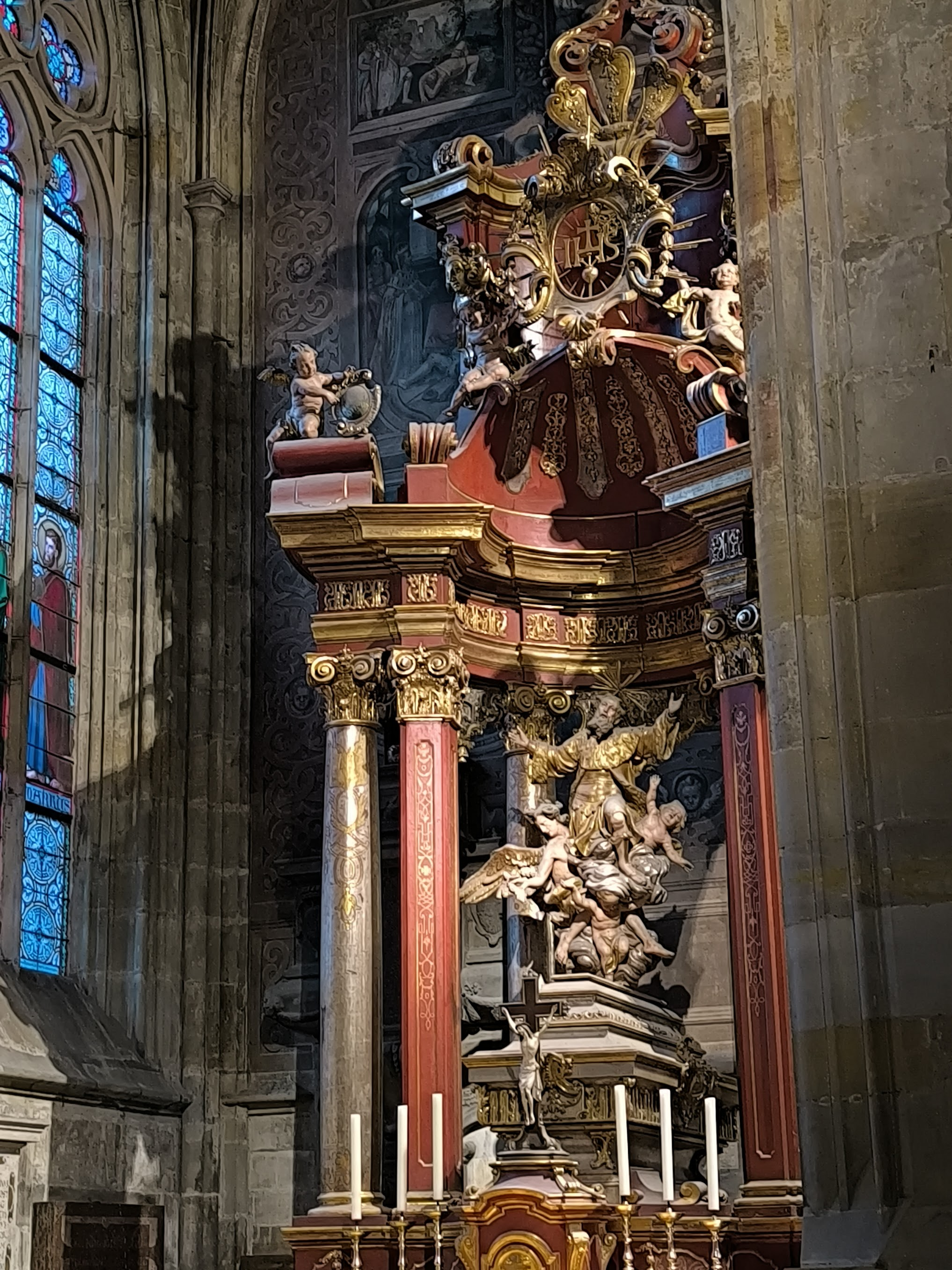
Oltář sv. Zikmunda, socha Nanebevzetí sv. Zikmunda, architektura František Maxmilián Kaňka, kolem 1740

František Ignác Weiss, méně Ignác František Weiss, německy Franz Ignaz Weiss (okolo roku 1695 Sulkov u Plzně (dnes Líně) – 30. března 1756 Praha) byl významný český sochař a řezbář přechodu baroka a raného rokoka.

## Život
Pobýval v Praze kde se vyučil u M. V. Jäckela (1655–1738), sochaře a řezbáře lužickosrbského původu. S Jäckelovou dcerou se roku 1724 oženil a po jeho smrti roku 1738 převzal Jäckelovu dílnu a dům. Často se podílel na výzdobě augustiniánských a dominikánských kostelů a klášterů v Praze v jejím okolí. V roce 1748 je uveden jako přísedící zemské fortifikační komise.

## Dílo
Mezi jeho nejvýznamnější díla patří výzdoba tří oltářů kostela sv. Jiljí na Starém Městě, oltář sv. Zikmunda v katedrále sv. Víta a náhrobek sv. Prokopa v kostele Všech svatých na Pražském hradě.

### Kostel sv. Jiljí
Nástup rokoka sochařovo dílo zřetelně ovlivnil. Obecně se projevuje ve zmenšení měřítka oltáře a zpovědnice nábytkového charakteru. Oltář znázorňuje motiv Nanebevzetí - drama baroka se mění v melancholii, avšak stále je patrná extatičnost výjevu (iluze letu - srv. nanebevzetí na oltáři sv. Zikmunda v chrámu sv. Víta). Kromě výzdoby hlavního oltáře a bočních oltářů sv. Jana Nepomuckého, sv. Kříže a sv. Dominika se ve 30. letech 18. století podílel Weiss také na výzdobě varhan a kazatelny.

### Krucifix v kostele sv. Jiljí
Nachází se v ochozu. Jde o méně drastické zobrazení umučení Krista (rána v boku přítomna pouze jako atribut). Již neslouží ke kolektivní, ale spíše k soukromé modlitbě. Pochází z roku 1740.

### Oltář sv. Zikmunda v katedrále sv. Víta
Symbolický sarkofág se vzlétající sochou Nanebevzetí svatého Zikmunda, kKaple sv. Zikmunda v katedrále sv. Víta, Václava a Vojtěcha v Praze oltář podle návrhu Františka Maxmiliána Kaňky, z doby kolem roku 1740
Další tvorba
Mezi Weissova další významná díla, vzniklá zejména ve 40. letech, patří sochařská výzdoba malostranského kostela sv. Tomáše, hlavního oltáře z roku 1741, bočních oltářů včetně oltáře sv. Tomáše z Villanovy (s oltářním obrazem Karla Škréty) a skříně varhan, kostela sv. Jana Křtitele v Osově (od 1740) a výzdoba kostela sv. Jana pod Skalou (1743).
V 50. letech Weiss vytvořil sochařské vybavení kostela sv. Kateřiny v Praze a augustiniánského kostela v Dolním Ročově.
Ačkoliv Weiss vycházel z dílenské tradice a tvorby M.V.Jäckela. Oproti jeho baroknímu expresivním dynamismu se ve Weissově tvorbě již projevuje zklidnění a celkové zmenšení měřítek ohlašujícího se rokoka. Jeho postavy jsou melodicky traktovány, mají ušlechtile zdrženlivý výraz i harmonickou ladnost a vyváženost.

## Dílo
- Kostel Všech svatých na Pražském hradě - náhrobek sv. Prokopa (1738)
- Kostel sv. Jiljí na Starém Městě - hl. oltář (1734, doplněn 1738), boční oltáře sv. Jana Nepomuckého, sv. Kříže a sv. Dominika), Krucifix v ochozu (1740), výzdoba varhan a kazatelny
- Katedrála sv. Víta - oltář sv. Zikmunda v Černínské kapli (kolem 1740)
- Kostel sv. Jana Křtitele v Osově - sochařská výzdoba (od 1740)
- Kostel sv. Tomáše na Malé Straně - hlavní a boční oltáře, včetně oltáře sv. Tomáše z Villanovy, varhany (40. léta 18. století)
- Kostel sv. Kateřiny na Novém Městě - kompletní sochařská výzdoba (50. léta 18. století)
- Kostel sv. Jana pod Skalou - hlavní a boční oltáře (od 1743), snad i kamenné sousoší původně na štítě chrámu (dnes v kopii na návsi a v originále při malostranském kostele P. Marie Vítězné)
- Kostel augustiniánů v Dolním Ročově (od 1748)